# 니시노오모테시
니시노오모테시(일본어: 西之表市)는 일본 가고시마현 남부 오스미 제도의 다네가섬 북부에 있는 시이다.
일찍이 일본 최남단의 사족인 다네가시마 가문의 중심지로 번영했다. 현재는 구마게 지청과 국가 파견 기관이 들어서 있어 다네가섬과 구마게군의 정치·경제 중심지로 기능하고 있다.

## 지리

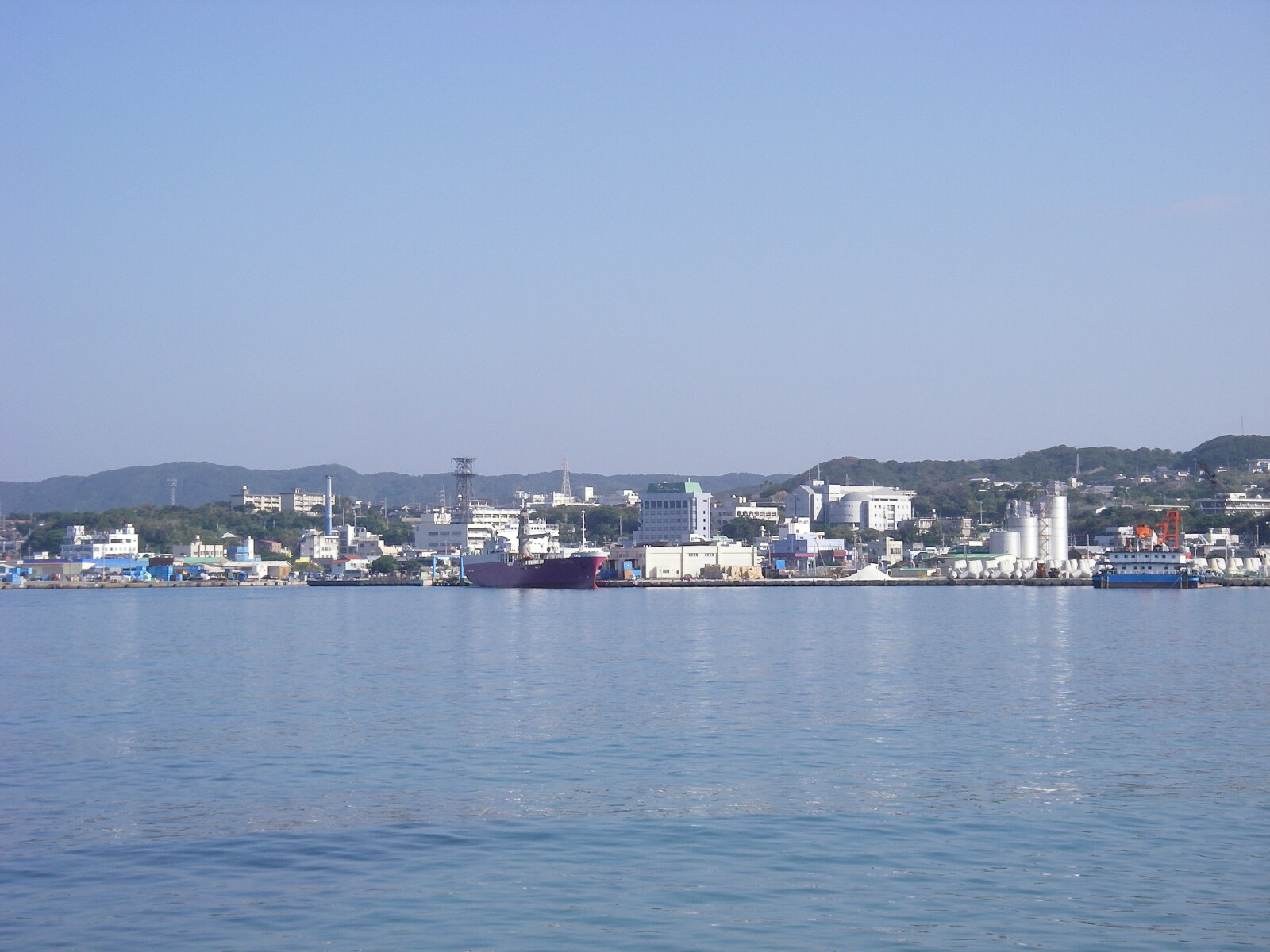
니시노오모테시

가고시마시에서 남쪽으로 115km 떨어진 해상에 있다. 오스미 제도에 속하고 서쪽은 동중국해, 동쪽은 태평양, 북쪽은 오스미 해협과 접하며 남쪽은 구마게군 나카타네정과 인접한다. 남북 길이 25.2km, 동서 길이 8.2km, 둘레 63km이고 면적은 다네가섬 전체의 약 45%를 차지한다.

## 역사
다네가섬은 7세기에 아스카 조정의 영향하에 들어가 다네국이 설치되었다. 중세에는 시마즈 장원의 일부가 되었고 14세기에 다네가시마씨가 영주화했으며 에도 시대까지 다네가시마씨가 통치했다. 태평양 전쟁 말기에는 미군 상륙 가능성이 짙어지자 1944년 특설 경비대대가 주둔했고 1945년에는 미군의 공습도 받았다.
- 1889년 4월 1일 - 정촌제 시행으로 구마게군 기타다네가촌이 성립하였다.
- 1926년 4월 1일 - 정으로 승격함과 동시에 개칭하여 니시노오모테정이 되었다.
- 1958년 10월 1일 - 시로 승격하였다.

## 교통

### 도로
- 국도 58호선